# San Andreas (película)
San Andreas (titulada Terremoto: La falla de San Andrés en Hispanoamérica y San Andrés en España) es una película de desastres estadounidense de 2015 dirigida por Brad Peyton y escrita por Carlton Cuse, con Andre Fabrizio y Jeremy Passmore recibiendo crédito de la historia. La película está protagonizada por Dwayne Johnson en el papel principal, con Carla Gugino, Alexandra Daddario, Ioan Gruffudd, Archie Panjabi y Paul Giamatti . Su trama se centra en un enorme terremoto provocado por la falla de San Andrés, que devasta la Costa Oeste de Estados Unidos.
La fotografía principal de la película comenzó el 22 de abril de 2014 en Queensland, Australia, y finalizó el 28 de julio en San Francisco. La película se estrenó en Hollywood, Los Ángeles, el 26 de mayo de 2015, y se estrenó en Estados Unidos el 29 de mayo. Recibió críticas mixtas, elogiando los efectos visuales y las actuaciones de Johnson y Gugino, pero criticando la trama y los personajes. La película recaudó 474 dólares millones en todo el mundo.

## Argumento
Raymond "Ray" Gaines, quien trabaja  en el Departamento de Bomberos del estado de California y es piloto de Rescate Aéreo, recibe una entrevista junto con su equipo en su helicóptero, durante un patrullaje de rutina. En medio de la entrevista, Ray y sus compañeros acuden a una llamada de emergencias, su compañero se ofrece y baja a ayudar pero se le complica un poco pero gracias a la habilidad de Ray como piloto y alpinista, salva de la muerte a una mujer llamada Natalie, después de que su coche se quedara atascado en el borde de un acantilado tras caer varios metros al vacío. Mientras tanto, en Caltech, el sismólogo Lawrence Hayes y su colega el Dr. Kim Park hacen un gran avance en las predicciones de terremotos y van a la presa Hoover en Nevada, donde se enteran de una falla desconocida. Súbitamente la falla se activa, lo que provoca un violento terremoto de magnitud 7.1 que empieza a destruir la presa. Park salva a una niña lanzándosela a su colega, pero él no consigue salir porque una vara de hierro le atraviesa el pie. Lawrence salva a la niña, pero ve impotente cómo su amigo muere cuando la presa entera se derrumba. 
Al volver a casa, Ray recibe el aviso de alerta del terremoto en Nevada. Allí, él llama a su hija Blake para planear su próximo viaje a San Francisco, pero su humor cambia cuando encuentra una orden de divorcio de su esposa, Emma. Como Ray se queda en el trabajo, Blake decide visitar al nuevo novio de Emma, Daniel Riddick un rico promotor inmobiliario, a San Francisco, donde está terminando un edificio de gran altura en el centro de la ciudad. Al día siguiente, Ray va a la casa de Daniel a llevar la bicicleta de Blake, y se entera de que Daniel y Emma han tomado la decisión de mudarse juntos. Emma trata de explicarle, pero Ray, disgustado, le dice que le firmará los papeles de divorcio y se marcha, visiblemente afectado por la noticia.
Hayes vuelve a Caltech, donde sus estudiantes le dan las condolencias por la muerte de Kim. Al rato, llegan reporteros a entrevistarlo y, a pesar de su luto, decide hablar con ellos. Al poco rato, uno de sus estudiantes descubre que la falla de San Andrés está empezando a cambiar y a activarse, causando un poderoso terremoto de magnitud 9.1 que empieza destrozando las principales ciudades a lo largo de la línea de la falla. Al mismo tiempo, Emma está almorzando con Susan (hermana de Daniel), y recibe una llamada de Ray, quien se disculpa por su actitud del día anterior. De repente, el sismo golpea brutalmente a Los Ángeles, destruyendo gran parte de la ciudad. Susan es una de las numerosas víctimas. Emma pide auxilio a Ray, quien llega a tiempo para salvarla y escapan de la ciudad a bordo de un helicóptero de rescate. Gran parte del sur de California se ve afectado por el sismo. En San Francisco, Daniel lleva a Blake a su edificio. Mientras Blake espera a Daniel en el vestíbulo, se encuentra con Ben, un estudiante de ingeniería del Reino Unido, quien está en busca de empleo en la oficina, y su hermano pequeño, Ollie. Daniel regresa y trata de salir del edificio con Blake, cuando el terremoto llega a San Francisco, pero los dos quedan atrapados en su coche en el garaje del edificio, después de que el terremoto comienza a afectar la ciudad, colapsando parcialmente el garaje. El chófer de Daniel muere en el acto, aplastado por un enorme bloque que le cae encima. A pesar de las súplicas de Blake, Daniel deja el coche en busca de ayuda, pero en medio del caos, un gran pedazo del techo aplasta a un guardia y Daniel huye aterrorizado, dejando a Blake atrapada. Ella es encontrada por Ben y Ollie, que la ayudan a liberarla del coche y escapar del edificio. Después, los tres van a una tienda de electrónica y utilizan una línea de teléfonos de trabajo para comunicarse con sus padres. Blake llama a Ray y le avisa de que está bien y se sorprende al saber que él y Emma están juntos. Ray le da instrucciones a Blake para salir de ahí e ir a un lugar elevado, y comienza a volar hacia San Francisco junto con Emma para salvarla.
Inesperadamente, el motor del helicóptero de Ray de repente falla, lo que le obliga a hacer un aterrizaje forzoso de emergencia en un centro comercial de Bakersfield, donde un saqueo masivo está teniendo lugar. Entre el caos, Ray roba un Ford F-150 del estacionamiento, y la pareja empieza su viaje en la carretera, pero descubren que están atrapados por la línea de la falla de San Andrés. Ray y Emma se encuentran con una pareja de ancianos en el lado de la carretera. Ray y Emma se enteran de que ellos poseen un avión, y se comprometen a darles las llaves de este a cambio de su vehículo. Antes del viaje, Ray duda de que él sea capaz de salvar a Blake, recordando entristecido cuando no pudo salvar a su otra hija, Mallorie, de ahogarse en un accidente de kayak. Pero él se siente alentado por Emma para salvar a su hija, y finalmente empiezan el viaje en avión para encontrarla.
Mientras tanto, Blake, Ben y Ollie tratan de encontrar un lugar en la ciudad donde Ray y Emma pueden salvarlos; viendo que su punto de encuentro planeado, Coit Tower, ya está envuelto por las llamas, deciden tomar una ruta alterna, no sin antes tomar una radio y equipo de primeros auxilios de un camión de bomberos. Mientras tanto, en el instituto Caltech, con la ayuda de la reportera Serena Johnson y de sus estudiantes, Hayes es capaz de advertir a las personas por medio de la televisión de un terremoto mucho más grande en San Francisco, justo a tiempo antes de que llegue; convirtiéndose en el mayor terremoto en la historia, grabado como 9.6 en la Escala Richter.
Ray y Emma finalmente llegan a San Francisco, pero viendo que no hay dónde aterrizar, abandonan el avión y hacen un aterrizaje de paracaidismo en el Estadio AT&T Park, mientras que las réplicas continúan destruyendo la ciudad. Ray salva a muchas personas de morir aplastadas por los escombros de un estadio. Ellos comandan un barco y, al mismo tiempo que Ray detecta que la marea baja repentinamente, escuchan un aviso por la radio que un tsunami provocado por una de las réplicas se acerca a la ciudad. Intentan pasar sobre la gigantesca ola pero un barco carguero se pone en su camino, teniendo que esquivar contenedores que caen de éste, pero, junto con otros evacuados con barcos propios, son capaces de superar el tsunami entrante cerca del puente Golden Gate. Daniel, que está en el puente, muere cuando un contenedor cae del barco carguero y lo aplasta. Posteriormente, la embarcación atraviesa el puente y lo destruye. 
El tsunami inunda la ciudad, causando una gran cantidad de muertos y golpeando varios edificios. Blake, Ben, y Ollie logran llegar a la construcción de Daniel, pero la ola de agua los golpea; sin embargo, se salvan. Allí, Blake atiende a Ben, que está herido en una pierna, y Ben, embelesado por Blake, la besa. Se mueven hasta unos pisos de arriba y señalan con un láser a Ray y Emma, que estaban buscando cercanamente a Blake. Cuando Ray y Emma los ven, el edificio comienza a hundirse en el suelo, haciendo que el agua comience a inundarlo. Ben y Ollie son capaces de escapar, pero Blake se queda atrapada en el agua que va subiendo, se queda sin aire y, perdiendo la esperanza, casi se ahoga a sí misma antes de que Ray pueda llegar a ella. Ray se enfurece y logra mover los escombros para sacarla. Emma estrella el barco a través de los gruesos cristales de las ventanas del edificio, en un intento de conseguir que todos aborden el barco antes de escapar ya que el edificio se derrumba por completo. Ray le realiza RCP a Blake, pero ella no responde. Invadidos por la tristeza y la impotencia, todos lloran a Blake pero Ray incapaz de rendirse y de dejar morir a su hija, sigue intentando resucitarla y finalmente la revive después de varios minutos.
Ray, Emma, Blake, Ben y Ollie llegan a un campo de refugiados en el condado de Marin. Ray, ahora reconciliado con Emma, junto con Blake, Ben, y Ollie, hablan de su futuro mientras se acerca el atardecer. Radicalmente alterada la Bahía de San Francisco, diferentes organizaciones militares y vehículos de rescate inician el proceso de rescate y recuperación de las personas. Mientras tanto, Hayes y los otros ven que su advertencia fue un éxito. Al hacer la cámara un alejamiento de Estados Unidos, se puede observar que la falla de San Andrés separó a San Francisco del país, ahora convertido en una isla.

## Reparto
- Dwayne Johnson como Jefe Raymond "Ray" Gaines, rescatista.
- Carla Gugino como Emma Gaines, la esposa de Ray Gaines.
- Alexandra Daddario como Blake Gaines, la hija de Ray Gaines y Emma de Gaines.
- Hugo Johnstone-Burt como Ben Taylor, el hermano mayor de Ollie Taylor.
- Art Parkinson como Ollie Taylor, el hermano menor de Ben Taylor.
- Ioan Gruffudd como Daniel Riddick, el exnovio de Emma Gaines.
- Paul Giamatti como el Dr. Lawrence Hayes, el sismólogo de Caltech.
- Will Yun Lee como el Dr. Kim Park, el sismólogo de Caltech.
- Archie Panjabi como Serena Jonhson.
- Kylie Minogue como Susan Riddick, la hermana de Daniel Riddick.
- Alec Utgoff como Alexi, el estudiante del Dr. Lawrence Hayes.
- Marissa Neitling como Phoebe, la estudiante del Dr. Lawrence Hayes.
- Colton Haynes como Joby O'Leary.
- Todd Williams como Marcus Crowlings.
- Matt Gerald como Harrison.
- Ben McIvor como Dylan, el camarógrafo de Caltech.
- Morgan Griffin como Natalie.
- Dennis Coard como Herb.
- Fiona Press como Margie, la esposa de Herb.
- Breanne Hill como Larissa, la mesera de Tate Weston, Los Ángeles.
- Laurence Coy como Elgin, el mecánico de los helicópteros.
- Hugh Francis como Jonathan, el ayudante de Daniel Riddick.
- Chris Cuomo como Chris Cuomo, el conductor de noticias de CNN.
- Arabella Morton como Mallory Gaines, la hija fallecida de Ray Gaines y Emma de Gaines.

## Doblaje
- Gerardo Vásquez como Jefe Raymound "Ray" Gaines, el jefe de bomberos.
- Dulce Guerrero como Emma Gaines, la esposa de Ray Gaines.
- Marisol Romero como Blake Gaines, la hija de Ray Gaines y Emma de Gaines.
- Alan Bravo como Ben Taylor, el prometido de Blake Gaines.
- Emilio Treviño como Ollie Taylor, el hermano menor de Ben Taylor.
- Raúl Anaya como Daniel Riddick, el exnovio de Emma Gaines.
- Germán Fabregat como el Dr. Lawrence Hayes, el sismólogo de Caltech.
- José Antonio Macías como el Dr. Kim Park, el sismólogo de Caltech.
- Claudia Contreras como Serena Jonhson.
- Karla Falcón como Susan Riddick, la hermana de Daniel Riddick.
- Alejandro Orozco como Alexi, el estudiante del Dr. Lawrence Hayes.
- Carla Castañeda como Phoebe, la estudiante del Dr. Lawrence Hayes.
- Héctor Emmanuel Gómez como Joby O'Leary.
- Dafnis Fernández como Marcus Crowlings.
- Daniel del Roble como Harrison.
- Arturo Castañeda como Dylan, el camarógrafo de Caltech.
- Betzabe Jara como Natalie.
- Roberto Mendiola como Herb.
- Yolanda Vidal como Margie, la esposa de Herb.
- Herman López como Elgin, el mecánico de los helicópteros.
- César Garduza como Jonathan, el ayudante de Daniel Riddick.

## Producción

### Desarrollo
El 1 de diciembre de 2011, se anunció que New Line Cinema estaba desarrollando una película sobre el desastre del terremoto, San Andreas: 3D, a partir de un guion de Jeremy Passmore y Andre Fabrizio;   Allan Loeb pulió el guion. El 5 de junio de 2012, el estudio designó a Brad Peyton para dirigir la película.  El 18 de julio de 2012, New Line contrató a Carlton Cuse para reescribir el guion de la película sobre el desastre del terremoto.  El 18 de julio de 2013, los guionistas de The Conjuring, Carey Hayes y Chad Hayes, fueron elegidos por el estudio para reescribir la película nuevamente.  La película también fue producida por New Line y Village Roadshow Pictures, junto con Flynn Picture Company y la compañía australiana de responsabilidad limitada Village Roadshow . 
El 14 de octubre de 2013, Dwayne Johnson cerró un trato para protagonizar la película, interpretando el papel de un piloto de helicóptero que busca a su hija después de un terremoto.  El 4 de febrero de 2014, Alexandra Daddario se unió al elenco.  El 12 de marzo de 2014, Carla Gugino se unió al elenco, reuniéndose con Dwayne Johnson, con quien protagonizó Race to Witch Mountain y Faster .  El 14 de marzo de 2014, el actor de Game of Thrones, Art Parkinson, se unió al elenco de la película.  El 1 de abril de 2014, Archie Panjabi se unió a la película sobre el terremoto.  El 5 de abril de 2014, Todd Williams también se unió a la película para interpretar a Marcus Crowlings, un viejo amigo del ejército del personaje de Johnson.  El 15 de abril de 2014, Colton Haynes se agregó al elenco de la película.  El 29 de abril, Ioan Gruffudd se unió al elenco de la película. Gruffudd interpretó a Daniel Reddick, un rico desarrollador inmobiliario que está saliendo con la esposa separada del personaje de Johnson.  El 28 de mayo, Will Yun Lee se unió al elenco para interpretar al Dr. Kim Park, codirector del Laboratorio de Sismología de Caltech en la película.  El 11 de junio, la cantante y actriz australiana Kylie Minogue se unió a la película para interpretar a la hermana de Gruffudd. 

### Rodaje

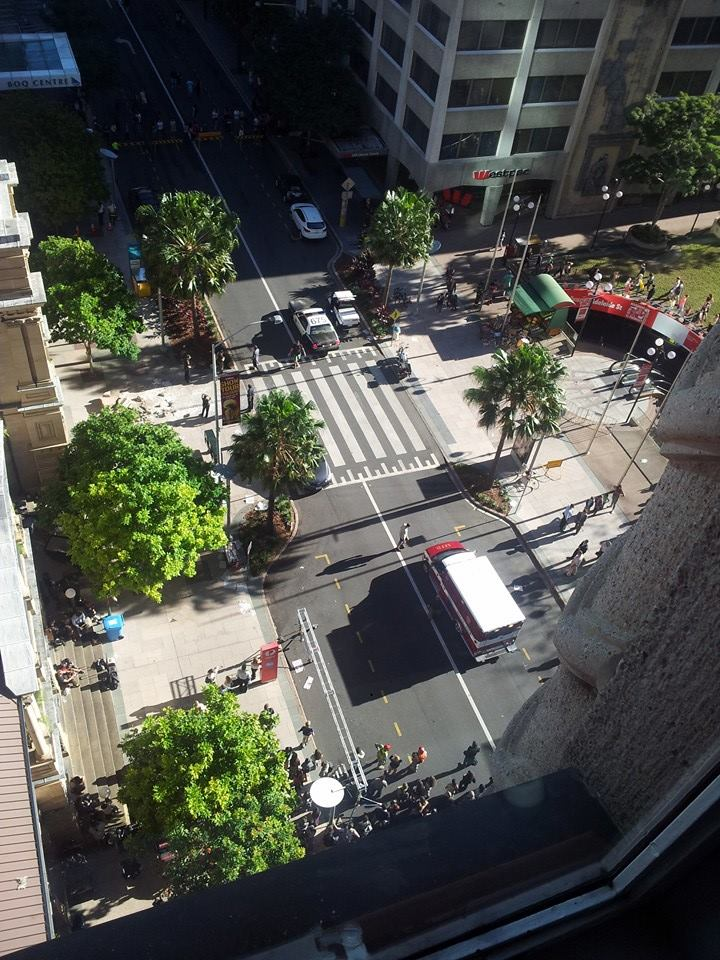
Segunda unidad filmando en Queen Street en Brisbane, Queensland, Australia, el 22 de junio de 2014

El 17 de diciembre de 2013, Variety informó que la película se filmaría en Village Roadshow Studios en Gold Coast, Queensland, Australia. La producción estaba prevista para comenzar en abril de 2014 en Queensland, con localizaciones que incluían Ipswich, varias localidades suburbanas de Gold Coast y Brisbane .  El 20 de marzo de 2014, se anunció que Gods of Egypt había comenzado su producción en Australia, y que San Andreas comenzaría poco después.  El 16 de abril de 2014, Johnson tuiteó fotos del entrenamiento para la película.  
El rodaje comenzó el 22 de abril de 2014 en Australia y también se filmó en el área de Los Ángeles, Bakersfield y San Francisco.   El 12 de mayo se produjo un tiroteo en el valle de Lockyer .  El 10 y 11 de mayo se llevó a cabo el rodaje en Los Ángeles y luego la producción regresó a Australia para completar el resto del rodaje.  El 17 de mayo, la segunda unidad estaba filmando escenas en Bakersfield, donde se avistó un helicóptero, mientras Johnson estaba ocupado en Gold Coast.  El 22 de junio, el equipo fue visto filmando escenas de desastre en Elizabeth Street en Brisbane. 

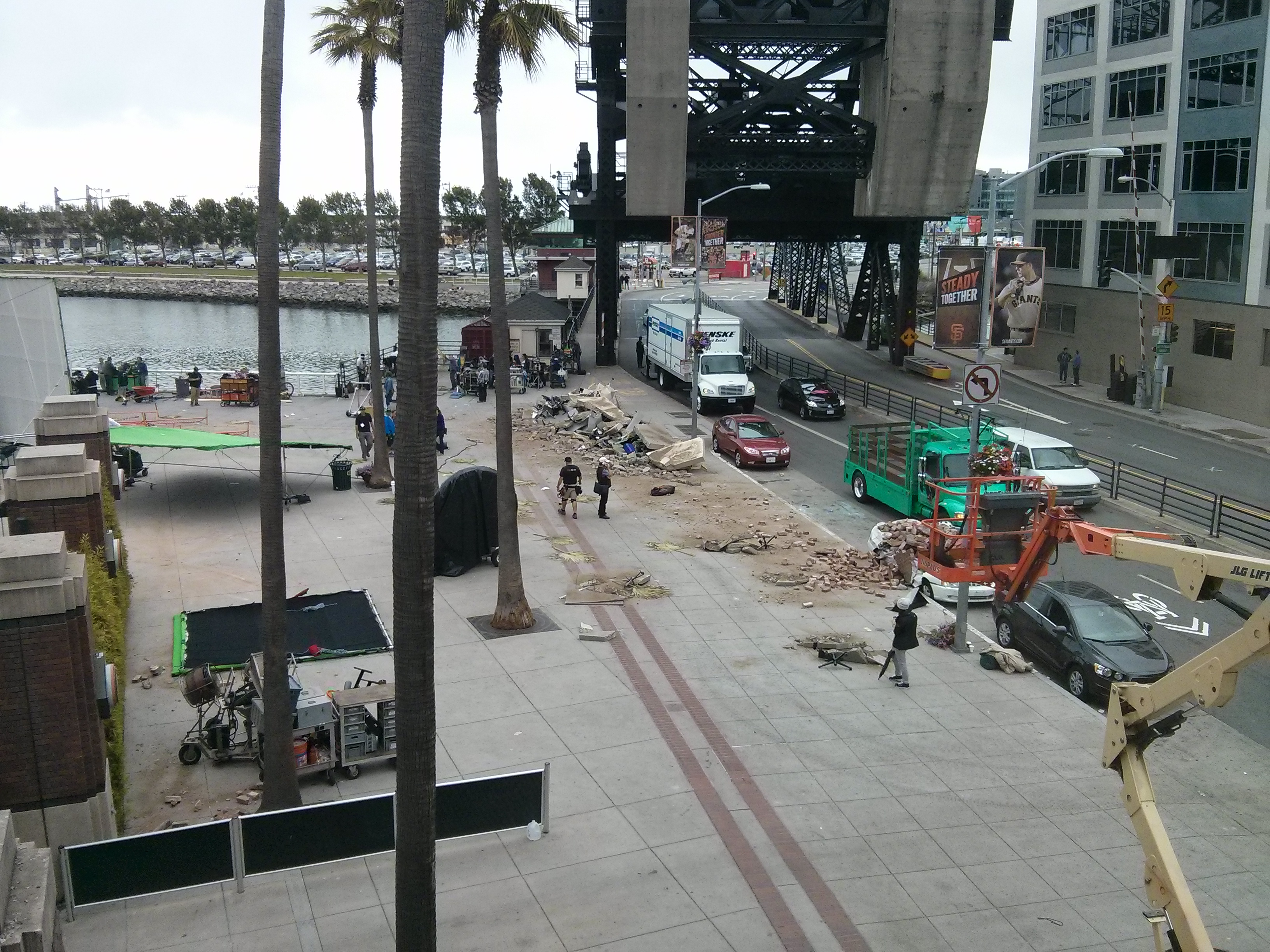
Filmación en el exterior del AT&T Park

La segunda unidad de la película comenzó a rodarse el 8 de julio en San Francisco, mientras que la primera unidad empezó a rodarse el 21 de julio y finalizó el 27 de julio.  El 15 y 16 de julio, la primera unidad estuvo filmando en Fisherman's Wharf, mientras que una segunda unidad también estuvo filmando en Embarcadero el 16 de julio.  El 21 de julio, el rodaje se llevó a cabo en el AT&T Park, donde el equipo filmó una escena durante un partido de los San Francisco Giants .  El 22 de julio, filmaron un terremoto con víctimas falsas y basura falsa en las calles Hyde y Lombard en Russian Hill .  El 23 de julio, los equipos estaban filmando escenas de desastre en The Armory .  El 26 de julio, filmaron algunas escenas cerca del Hotel Fairmont, y el último día de rodaje se pasó filmando en California Street en el Distrito Financiero,  finalizando el rodaje el 27 de julio de 2014.

### Efectos visuales
Los efectos visuales son proporcionados por Hydraulx, Cinesite e Image Engine y supervisados por Greg y Colin Strause, Holger Voss y Martyn Culpitt con la ayuda de Scanline VFX y Method Studios . 

### Música
El 24 de julio de 2014, se anunció que Andrew Lockington compondría la música de la película. 
Se revelaron tres teasers y dos de ellos incluyen a Robot Koch & Delhia de France y Sia cantando " California Dreamin' " de The Mamas and the Papas. 

## Estreno
San Andreas se estrenó el 26 de mayo de 2015 en el Dolby Theatre de Hollywood, Los Ángeles .  Su estreno en 2D y 3D estaba previsto inicialmente para el 5 de junio de 2015,  pero luego se adelantó una semana.  San Andreas también se estrenó en Dolby Vision, lo que la convirtió en la primera película de Warner Bros. Pictures en adoptar el formato. 

### Medios domésticos
San Andreas se lanzó como descarga digital y en Blu-ray y DVD el 13 de octubre de 2015.  En su primera semana de lanzamiento en formato doméstico en los EE. UU., la película encabezó la lista Nielsen VideoScan First Alert, que sigue las ventas totales de discos, y debutó en el puesto número 2 en la lista de ventas de discos Blu-ray con un 40% de las ventas unitarias provenientes de Blu-ray, una proporción sorprendentemente baja considerando los exagerados efectos especiales de la película. Fue bloqueada por la edición Blu-ray en disco Diamond Edition del clásico animado de Disney de 1992 Aladdin .  A partir de 2016, está disponible en Blu-ray 4K UHD.

## Recepción

### Taquillas
San Andreas recaudó 155,1 millones de dólares en Estados Unidos y Canadá, y 319,4 millones de dólares en otros territorios, para un total mundial de 474,5 millones de dólares. Deadline Hollywood calculó la ganancia neta de la película en $88,07 millones, teniendo en cuenta los presupuestos de producción, marketing, participación de talentos y otros costos; los ingresos brutos de taquilla y los ingresos por medios domésticos lo colocaron en el puesto dieciocho de su lista de "éxitos de taquilla más valiosos de 2015".  Desde su estreno, la película sigue siendo la película original de acción real de Hollywood más taquillera de los últimos siete años (hasta julio de 2022). 

#### América del Norte
San Andreas se estrenó en América del Norte en 3.777 cines, incluidas un total de 3.200 salas en 3D.  Varios días antes del estreno de la película, varios expertos en taquilla pronosticaban un beneficio de 40 dólares. millones o más de aperturas en América del Norte.   Ganó $3.1 millones de las funciones del jueves por la noche  y $ 18,2 millones en su día de apertura.   Ganó $54.5 millones en su primer fin de semana, lo que superó con creces los pronósticos y las predicciones.   Fue el estreno más importante de Johnson como actor principal, superando los 36 millones de dólares recaudados. debut de El Rey Escorpión en 2002 recaudó millones de dólares, incluso después de ajustar la inflación.  El jefe de distribución de Warner Bros., Dan Fellman, comentó sobre el exitoso estreno y dijo que el público nunca se cansa de las películas de desastres, incluso desde La aventura del Poseidón (1972). Añadió: "Lo que también cansa es cuando empiezas a hacer secuelas de lo mismo. Tiene que ser fresco y hay que tener la química adecuada en el reparto", señalando la originalidad de la película y las actuaciones de Johnson y el resto del reparto como algunos de los factores detrás del exitoso estreno de la película.  En su segundo fin de semana, experimentó una caída del 52% ganando un estimado de $26,4 millones, quedando en segundo lugar (detrás de Spy ), pero experimentando una caída menor que la de otras películas de desastres. 

#### Fuera de América del Norte
Fuera de Norteamérica, la película se estrenó en un total de 60 países en el mismo fin de semana, incluidos Francia, Reino Unido, México y Australia.  Se estrenó el miércoles 27 de mayo en 4 países, agregó 38 países el jueves y 18 países más el viernes 29 de mayo  y hasta el domingo 31 de mayo obtuvo un total de $63.9 millones en su fin de semana de estreno de 5 días. millones en 15.420 pantallas en 60 países, debutando en primer lugar en 55 de esos países, así como en la taquilla internacional.  En su segundo fin de semana, sumó $97,7 millón.  Encabezó la taquilla fuera de América del Norte durante dos fines de semana consecutivos antes de ser superada por Jurassic World en su tercer fin de semana.
Tuvo el mayor estreno para una película de desastres y el segundo más grande para Warner Bros. en México con $10.1 millones de 3.100 pantallas. En China, tuvo un fin de semana de estreno de tres días con un presupuesto de 35 dólares. millones  y un total de apertura de seis días de $ 51,8 millones en 8.795 pantallas, aunque el sitio de analistas de taquilla chino Entgroup informó una ganancia de 55 apertura de millones.  A pesar de las preocupaciones sanitarias por el virus MERS,  que provocó la caída de las entradas al cine,  la película se estrenó con 7,2 millones de dólares. millones en Corea del Sur (incluyendo los estrenos del miércoles) y encabezó la taquilla.  Tuvo aperturas exitosas similares en el Reino Unido, Irlanda y Malta ($7,2 millones), Rusia y la CEI ($5,3 millones), Brasil ($3,2 millones) Francia ($3,1 millones), India ($2,5 millones), Australia ($2,4 millones), Hong Kong ($2,2 millones) y Alemania ($2 millones).  Se convirtió en la película más taquillera de todos los tiempos de Warner Bros. en México, Chile, Colombia, Perú y Venezuela, y en China es la cuarta más taquillera.   Al 28 de junio de 2015, en ganancias totales, su mercado más grande fuera de América del Norte es China ($103,2 millones) y México ($28.4 millones). 

### Respuesta crítica
En Rotten Tomatoes, un agregador de reseñas, la película tiene un índice de aprobación del 48% basado en 252 reseñas y una calificación promedio de 5.2/10 . El consenso crítico del sitio web dice: " San Andreas tiene un gran elenco y efectos especiales sobresalientes, pero en medio de toda la destrucción que destroza los sentidos, los personajes y la trama de la película demuestran ser estructuralmente menos sólidos".  En Metacritic, la película tiene una puntuación de 43 sobre 100 basada en 42 críticos, lo que indica "críticas mixtas o promedio".  El público encuestado por CinemaScore le dio a la película una calificación promedio de "A−" en una escala de A+ a F. 
IGN le otorgó una puntuación de 7,5 sobre 10, diciendo: "Hay algunas grietas en la base, pero San Andreas es un juego sólido gracias a sus visuales nítidos y a The Rock". 
En un artículo publicado en Variety, Andrew Barker escribió: "De los muchos cargos que se pueden presentar contra San Andreas de Brad Peyton, la publicidad engañosa no es uno de ellos. La película de desastres no promete nada más que la destrucción total de California con efectos especiales, como lo demuestran los bíceps del tamaño de una yaca de Dwayne Johnson, y eso es exactamente lo que ofrece".  Andrew O'Hehir escribió en Salon : "Considerado como puro espectáculo, San Andreas es apasionante y efectivo, así como una forma interesante de contranarrativa: una visión de un apocalipsis a corto plazo que no tiene nada que ver con el cambio climático, los monstruos o los invasores alienígenas".  El crítico de Entertainment Weekly, Chris Nashawaty, escribió: "Por más patentemente absurda, científicamente dudosa y descaradamente cursi que sea la orgía de devastación por CGI del director Brad Peyton, su profecía palomitera de lo inevitable es una explosión de diversión vertiginosa y descartable".  Mick LaSalle escribió en The San Francisco Chronicle : "Algunas películas son fáciles de ridiculizar, pero difíciles de resistir. Esta es una de ellas". 
La revista Earth del Instituto Americano de Geociencias calificó la película de "terrible" y la criticó por "perpetuar absurdos geológicos", señalando también que "a pesar de la notoriedad de la falla de San Andrés, no es la mayor amenaza sísmica para el Área de la Bahía", y que la cercana falla de Hayward tiene el potencial de causar daños inmensos a puentes, carreteras, servicios públicos y comunicaciones con un terremoto de menor magnitud debido a su proximidad a áreas de densa población urbana. Si bien una ruptura total a lo largo de la zona de subducción de Cascadia sería el peor desastre de la historia de los EE. UU.,  una ruptura a lo largo de la falla de Hayward afectaría un área mucho más pequeña donde el impacto en la infraestructura urbana podría mitigarse mediante modernización, aplicación de códigos de construcción sísmica y otras medidas de preparación. 

### Reconocimientos
En los Teen Choice Awards de 2015, San Andreas fue nominada a Mejor Película: Acción . Daddario y Johnson recibieron una nominación a Mejor Actriz de Película de Acción y Mejor Estrella de Película de Verano: Masculino, respectivamente.  Obtuvo nominaciones a Efectos visuales sobresalientes en un largometraje fotorrealista, Simulaciones de efectos sobresalientes en un largometraje fotorrealista (obtuvo dos) y Composición sobresaliente en un largometraje cinematográfico en los 14.º Premios de la Visual Effects Society .  Johnson fue nominado a Mejor Actuación de Acción y Mejor Héroe en los MTV Movie Awards de 2016. 

## Secuela
En febrero de 2016, New Line anunció que estaba desarrollando una secuela y que su trama se centraría en el Anillo de Fuego . Neil Widener y Gavin James fueron contratados como guionistas, mientras que Brad Peyton y Beau Flynn regresarán como director y productor, respectivamente. Está previsto que Johnson repita su papel, mientras que se espera que Gugino, Daddario y Giamatti también regresen. Se anunció que Johnson y Peyton actuarían como productores.   En julio de 2021, Daddario expresó sus dudas de que se hiciera una secuela. 
En noviembre de 2021, Johnson anunció que todavía están desarrollando la secuela, aunque afirmó que los conflictos de programación son la razón por la que la producción aún no ha comenzado.  Explicó que su estudio busca proyectos que tengan lo que ellos internamente llaman el "Efecto Moisés", explicando que esto significa que tienen prioridad inmediata sobre el resto de los muchos proyectos en su lista de películas; afirmando que siente que la secuela cae en esta categoría.  En diciembre de 2021, Hiram García confirmó que Warner Bros. Pictures quiere una secuela, mientras que Seven Bucks Productions retrasó el desarrollo en favor de otros proyectos. 